# بلدة جاكسون (أوزارك)
بلدة جاكسون هي بلدة غير نشطة في مقاطعة أوزارك في ولاية ميزوري.
تأسست بلدة جاكسون في عام 1860، وسميت باسم أندرو جاكسون رئيس الولايات المتحدة السابع.